# 22 for 30
«22 for 30» (укр. «22 за 30») — сімнадцята серія двадцять восьмого сезону мультсеріалу «Сімпсони», прем'єра якої відбулась 12 березня 2017 року у США на телеканалі «Fox».

## Сюжет
Серія — це документальний фільм про підйом і падіння кар'єри Барта Сімпсона в баскетбольній команді Спрінґфілдської початкової школи. Все почалося з жарту, через що Барта покарали «на цілу вічність». Відбуваючи покарання, хлопчик починав влучати папером в кошик для сміття. Барт став початківцем, а потім зіркою баскетболу. Його успіх запаморочив йому голову.
Гомер Сімпсон став тренером команди, та Барт не поважав його, що призвело до негарних сутичок між ними. Жирний Тоні це помітив і придумав план збагачення як себе, так і Барта. Мафіозі повідомляли Барту, наскільки вони хочуть, щоб команда Спрінґфілдської початкової школи перемогла. Однак, Барт не знав, що це базується на лінії ставок, яку б тоді мафія покривала і заробляла багато грошей.
На міському Фіналі Чотирьох Барт виграв гру. Однак тоді Барт занизив рахунок, щоб Жирний Тоні поставив на програш команди. Місто його за це зненавиділо.
На грі Мілгаус (який був іншим підставним гравцем Жирного Тоні) намагався утримати Барта від удару виграшного удару, але не вдалося. Згодом Ліса використовує свої журналістські навички, щоб змусити Жирного Тоні відмовитись від плану вбивства Барта. Коли бос банди був у віці Барта, він був некомпетентним гравцем єдиної команди міської ліги, де він міг би виступати — дівчачої команди.
Згодом Гомер і Мардж розповідають документальній групі, що період розквіту Барта тривав недовго, оскільки щохвилини, коли він перейшов грав у лізі, його затьмарив високий гравець.
У фінальній сцені оповідач розповідає, що є татом Нельсона, Едді Мюнцом. У студії звукозапису він дарує Нельсону рукави для його жилета і фотографується зі своєю сім'єю, після чоо знову зникне…

## Цікаві факти і культурні відсилання
- Згідно вступу серії «22 за 30» розшифровується як «22 хвилини, 22 продюсери, 30 рекламних роликів».
- Мелодію до сцени на дивані, створеної Біллом Плімптоном, склали давній композитор мультсеріалу Альф Клаузен та Грег Прешел[1].

## Ставлення критиків і глядачів
Під час прем'єри серію переглянули 2,61 млн осіб з рейтингом 1.1, що зробило її найпопулярнішим шоу на каналі «Fox» тієї ночі.
Денніс Перкінс з «The A.V. Club» дав серії оцінку B, сказавши:
|  | Арка традиційної серії «Сімпсонів» та середньостатистичного «проблемного спортсмена» акуратно поєднуються… Конфлікт набуває різних форм: Барт приймає правомірне ставлення; Гомер, який тренує команду, призводить до драми батька та сина; і, природно, Жирний Тоні тисне на Барта… Епізод працює, по суті, наклеюючи обрамлення на непосидючу та недостатньо реалізовану історію розповіді, з накладним фоном спортивної розповіді про гарне (або погане) почуття. Це хитрість, але амбіційна та добре реалізована, що призводить до освіжаючого маленького обходу [якості] 28 сезону. |

Згідно з голосуванням на сайті The NoHomers Club більшість фанатів оцінили серію на 5/5 із середньою оцінкою 3,16/5.